# Euxoa emolliens
Euxoa emolliens là một loài bướm đêm thuộc họ Noctuidae. Nó được tìm thấy ở Ukraina và miền nam Nga.

## Hình ảnh

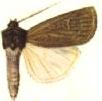